# Myrsila
Myrsila é um gênero de mariposa pertencente à família Acrolepiidae.